# Aanslagen in Sharm-el-Sheikh op 23 juli 2005
De aanslagen in Sharm-el-Sheikh op 23 juli 2005 waren een serie van islamistisch gemotiveerde zelfmoordaanslagen in de populaire badplaats Sharm-el-Sheikh in Egypte. Bij de aanslagen kwamen volgens de autoriteiten 64, volgens de lokale ziekenhuizen zelfs 88 mensen om het leven, voor het merendeel Egyptenaren, maar ook toeristen uit onder andere het Verenigd Koninkrijk, Duitsland en Italië.
De aanslagen volgden minder dan een jaar na de aanslagen van 7 oktober 2004 in Taba en vielen tijdens een verlengd weekend ter herdenking van de Egyptische Revolutie van 1952.

## Explosies
De eerste van drie explosies vond plaats op een markt rond 01:15 uur lokale tijd. Even later werd het Ghazala Gardens-hotel, een viersterrenhotel met 176 kamers aan de Naama-baai en op 500 meter van het centrum van de stad, getroffen door een terroristische aanslag. Een auto reed de lobby van het hotel binnen en bracht de autobom vervolgens tot ontploffing. De receptie werd hierbij geheel vernietigd. In dit hotel zou de toenmalige Egyptische president Hosni Moebarak ook een suite hebben. Deze was trouwens niet aanwezig ten tijde van de aanslagen.
Niet veel later ontplofte aan de overkant van de straat een bom in een wagenpark, nabij bij het Mövenpick-hotel en enkele populaire uitgaansgelegenheden.

## Verantwoordelijkheid
De Egyptische politie opende spoedig een klopjacht op de daders, waarbij tientallen werden gearresteerd. De aan Al Qaida gelinkte militante Abdullah Azzambrigade eiste via een internetsite de verantwoordelijkheid voor de aanslagen op.

## Achtergronden
De aanslagen vielen tijdens een verlengd weekend ter herdenking van de Egyptische Revolutie van 1952.
Daarnaast vonden de aanslagen plaats in een tijd waarin terrorisme hoog op de agenda stond. De wereld werd minder dan twee weken eerder, op 7 juli, opgeschrikt door bloedige aanslagen in Londen.
Sinds de jaren 90 zijn buitenlandse toeristen meerdere malen doelwit geworden van terroristische aanslagen in Egypte. De drijfveer voor het terrorisme is een combinatie van enerzijds Islamitisch fundamentalisme en anderzijds verzet tegen de regering van de toenmalige Egyptische president Hosni Moebarak. Het door middel van een aanslag schade berokkenen aan zowel de overheid als Westerse toeristen kan gezien worden als het slaan van twee vliegen in één klap.

### Taba
De aanslagen volgden minder dan een jaar na de aanslagen van 7 oktober 2004 in Taba (eveneens gesitueerd op het schiereiland Sinaï), waarbij 34 doden vielen. In tegenstelling tot bij de aanslagen in Taba waren deze keer Israëlische toeristen geen doelwit. De Egyptische politie suggereerde een link tussen de daders van de aanslagen in Taba en Sharm-el-Sheikh.

## Reacties
- Honderden toeristen keerden vervroegd terug naar hun thuisland.
- De Secretaris-generaal van de VN Kofi Annan reageerde middels een woordvoerder met medeleven en woede op het nieuws van de verschillende autobommen op het Sinaï-schiereiland, die de Egyptische natie troffen op haar nationale feestdag. Hij veroordeelde het gebruik van terreur en ongediscrimineerd geweld tegen burgers, wat door geen doel of geloof gerechtvaardigd zou kunnen worden. Annan stuurde zijn condoleances naar de families en geliefden van de slachtoffers en naar het volk en de regering van Egypte, evenals naar alle andere landen wier burgers stierven of gewond raakten.
- Secretaris-generaal van de NAVO Jaap de Hoop Scheffer verklaarde dat de aanslagen aantoonden dat terroristen geen onderscheid maken tussen nationaliteiten of geloven. In zijn verklaring zei hij dat de aanval het bewijs was dat burgers uit alle landen met welk geloof dan ook het slachtoffer kunnen worden van het gevaar van de willekeur van het terrorisme. De Hoop Scheffer sprak zijn wens uit tot intensivering van internationale samenwerking om het terrorisme in te kunnen dammen, waarbij hij specifiek de samenwerking met Egypte noemde.
- De toenmalige Egyptische president Hosni Moebarak zei niet te zullen toegeven aan de chantage van het terrorisme. In een verklaring op televisie verklaarde hij dat Egyptische autoriteiten nog harder terrorisme zouden "najagen om het met wortel en tak uit te roeien".